# Kościół Matki Bożej Częstochowskiej w Żylinach
Kościół Matki Bożej Częstochowskiej w Żylinach – drewniany rzymskokatolicki kościół parafialny, pw. Matki Bożej Częstochowskiej, zbudowany w latach 1924–26 w miejscowości Żyliny. 

## Historia
W 1927 powstała nowa parafia w Żylinach. Inicjatorem budowy i fundatorem nowego kościoła pw. Matki Bożej Częstochowskiej był ksiądz prałat Stanisław Szczęsnowicz, proboszcz parafii pod wezwaniem świętego Aleksandra w Suwałkach i dziekan suwalski. Budowę rozpoczęto 14 września 1924 a zostały zakończone 26 sierpnia 1926 i wtedy kościół został poświęcony. Materiał do budowy uzyskano z koszar wojskowych w Suwałkach. Kościół gruntownie remontowany w latach 1999–2002.

## Architektura i wyposażenie
Jest to budowla drewniana konstrukcji zrębowej, nieorientowana, trójnawowa. Prezbiterium węższe od nawy, zamknięte prostokątnie z dwiema piętrowymi zakrystiami po bokach. Przy wejściu dwie wieże zbudowane na planie kwadratów kryte dachami namiotowymi, zwieńczone krzyżami. Nad nawą i prezbiterium dach jednokalenicowy kryty blachą.
Wnętrze podzielone na trzy części dwoma rzędami słupów z arkadami. W nawie głównej strop kolebkowy spłaszczony, w nawach bocznych stropy płaskie.
Ołtarz główny z obrazem Matki Bożej Częstochowskiej; dwa boczne ołtarze z obrazami św. Teresy i św. Franciszka.. 

## Otoczenie
Obok kościoła drewniana dzwonnica. Zbudowana na planie kwadratu i zwieńczona dachem namiotowym.